# Mordechai Elon
Mordechai (Moti) Elon (hébreu : מרדכי (מוטי) אֵלון ; né le 9 décembre 1959) est un rabbin sioniste religieux israélien. Il a dirigé plusieurs organisations et institutions sociales juives orthodoxes, notamment en tant que Rosh Yeshiva de la Yeshiva HaKotel, établie près du Mur des Lamentations,  dans le vieux quartier juif de Jérusalem , de 2002 à 2006.
En 2010, Elon fait l'objet d'une enquête pour agressions sexuelles à la suite de révélations faites par Takana (en), un forum religieux traitant des allégations de harcèlement sexuel dans la communauté sioniste religieuse. Le 7 août 2013, il est reconnu coupable et condamné par le tribunal de Jérusalem de deux chefs d'agression sexuelle contre un mineur. 

## Biographie
Mordechai Elon est à l'origine du programme éducatif MiBereshit, qui est distribué dans le monde en hébreu et en anglais. Il est le fils de l'ancien juge de la Cour suprême israélienne Menachem Elon et le frère de l'ancien député, ministre et président du parti  d'extrême droite " Moledet "  Benny Elon.
En février 2010, les membres du forum rabbinique Takana, considérant qu’il représente une menace pour le public, demande à Elon de stopper ses activités d’enseignement, rabbinique et communautaire. Takana l'accuse de relations sexuelles avec des étudiants masculins.
En 2012, Mordechai Elon est accusé d'avoir agressé sexuellement deux de ses anciens élèves en 2003 et 2005. En décembre 2013, le tribunal de Jérusalem condamne Mordechai Elon à six mois de travaux d'intérêt général et à 15 mois de prison avec sursis, pour agression sexuelle sur un mineur. Par ailleurs, Elon doit verser en dédommagement 10 000 Shekel  à la victime.
En décembre 2018, une nouvelle plainte pour des agressions sexuelles est traitée sur le réseau Takana. En 2021, Mordechai Elon renonce à sa certification rabbinique.